# Gukoš
Gukoš (cyr. Гукош) – wieś w Serbii, w okręgu kolubarskim, w gminie Ljig. W 2011 roku liczyła 217 mieszkańców.